# Ґельбер Натан Міхаель
Натан Міхаель Ґельбер (івр. נתן מיכאל גֶלבֶּר; 27 травня 1891, Львів — 24 вересня 1966, Єрусалим) — єврейський історик та громадський діяч, дослідник історії євреїв Галичини. 

## Життєпис
Натан Міхаель Гелбер народився 27 травня 1891 року в місті Лемберг в Галичині (пізніше частина Австро-Угорської імперії) в родині промисловця, громадського діяча сіоністського спрямування та любителя єврейської літератури Нахмана Ґельбера та Регини Ґельбер з відомої рабинської родини Левін. Завдяки матері Натан отримав сувору релігійну освіту. Пізніше родина Ґельберів переїхала до Бродів, де Натан навчався у Бродівській гімназії ім. архікнязя Рудольфа, по закінченню гімназії навчався у Берлінському та Віденському університетах (докторант 1914 року). 
Під час Першої світової війни — офіцер австро-угорської армії. У 1916 році отримав докторський ступінь у Відні за дисертацію на тему: «Євреї та польський національний рух у 1860-1864». У 1918-1921 роках належав до групи радників віденського представництва Єврейської національної ради Галичини, що діяла при уряді Західноукраїнської Народної Республіки, який знаходився у Станіславі. У 1921-1930 роках — генеральний секретар Всесвітньої сіоністської організації в Австрії; у 1927, 1929 та 1933 роках — генеральний секретар Всесвітнього сіоністського конгресу; у 1931-1940 роках — представник організації «Керен ха-Йєсод» в Центральній Європі, Відні та Єрусалимі. На початку 1930-х років Гельбер жив деякий час у Польщі. У 1934 році, після того, як нацисти прийшли до влади в Німеччині, Гелбер емігрував до Ізраїлю та оселився в Єрусалимі. В Палестині у 1940-1943 роках працював в офісі організації «Керен ха-Йєсод», але після, того як отримав поранення після нападу на Єврейське агентство в Єрусалимі, він 1954 року вийшов у відставку.
Помер 24 вересня 1966 року в Єрусалимі, у віці 75 років.

## Праці
Автор праць:
- «Євреї і польське повстання 1863» (нім. Die Juden und der polonische Aufstand 1863, Відень-Лейпциг, 1923);
- «Історія євреїв Станіслава» (іврит, Єрусалим, 1952);
- «Історія євреїв Бродів, 1584—1943» (івр. Toldot jehudej Brodi, 1584-1943, Єрусалим, 1955);
- «Історія сіоністського руху в Галичині» (іврит, т. 1-2. Єрусалим, 1958).

Також є упорядником збірника статей з історії єврейської громади Львова (ч. 1, 1956), автором історичних нарисів у енциклопедіях і колективних працях з історії євреїв міст Галичини — Стрий, Буськ, Тернопіль та інших. На підставі документів і власних спогадів написав працю про національну автономію євреїв у ЗУНР (англ. The national Autonomy of Eastern-Galician Jewry in the West-Ukrainian Republic, 1918—1919, видана посмертно).

## Родина
У 1915 році він одружився з Сарою Вішніцер та мали двох дітей. Його син Еммануель Гелбер (1917-1987) був командувачем силами постачання армії Ізраїлю (1949-1957) та посланником Кармелі, дочка Моше Нашшона (Кіфер) одружилася з педагогом та засновником єврейської гімназії в Рівному. Його внук, професор Йоав Гельбер — сучасний ізраїльський історик, дослідник сіонізму, ішиву та історії держави Ізраїль.